# Scarabaeus knobeli
Scarabaeus knobeli är en skalbaggsart som beskrevs av Ferreira 1958. Scarabaeus knobeli ingår i släktet Scarabaeus och familjen bladhorningar. Inga underarter finns listade i Catalogue of Life.